# Ecrans Noirs
Ecrans Noirs ist ein 1997 gegründetes Filmfestival in Kamerun. Als Gründer gilt der kamerunische Filmemacher Bassek Ba Kobhio. Der Titel heißt übersetzt in etwa „Schwarze Bildschirme“, das Festival hat das Motto „Ecrans Noirs: Des films par nous, faits pour tous“, also übersetzt in etwa „Schwarze Bildschirme:Filme von uns für alle“. Das Festival findet jährlich statt, der Hauptaustragungsort ist Yaoundé. Es hat zum Ziel der zentralafrikanischen Film zu fördern und bekannt zu machen. Im Rahmen des Filmfestivals werden jährlich Preise in verschiedenen Kategorien vergeben, dabei werden sowohl Spielfilme, als auch Kurzfilme und Dokumentationen ausgezeichnet. Neben Filmen präsentiert das Filmfestival auch Fernsehserien. Auch nicht-afrikanische Filme, die sich mit afrikanischen Themen beschäftigen, werden bei Ecrans Noirs gezeigt; so etwa 2016 der deutsche Dokumentarfilm „The Long Distance“, der sich mit der Teilnahme zweier kenianischer Läufer zu Marathons in Europa beschäftigt.
2020 fand die 24. Ausgabe von Ecrans Noirs statt. Sie beschäfitgte sich unter dem Motto „Cinéma de crise, cinéma en crise : la Covid 19, une opportunité de réinventer le 7ème art en Afrique“, zu deutsch „Kino der Krise, Krise des Kinos: Covid-19, eine Chance die siebte Kunst in Afrika neu zu erfinden“ mit der Thematik der Auswirkungen der COVID-19-Pandemie auf das Kino. Es nahmen Filme aus den Ländern Ghana, Simbabwe, Marokko, der Republik Kongo, Uganda,  Nigeria, Namibia, der demokratischen Republik Kongo, Togo, Côte d’Ivoire, Ruanda, Tunesien, Senegal, Burkina Faso, Algerien und natürlich aus Kamerun an dieser Ausgabe von Ecrans Noirs teil.